# Pekan Gedang
Pekan Gedang is een bestuurslaag in het regentschap Sarolangun van de provincie Jambi, Indonesië. Pekan Gedang telt 880 inwoners (volkstelling 2010).